# Jenny Perathoner
Jenny Perathoner (* 15. Februar 1990) ist eine ehemalige italienische Skispringerin.
Perathoner gab ihr internationales Debüt 2003 beim FIS-Springen in Bischofshofen. Am 19. Januar 2005 gab sie in Toblach ihr Debüt im Skisprung-Continental-Cup. Dabei gelang ihr mit dem 28. Platz auf Anhieb der Gewinn von Continental-Cup-Punkten. Auch in ihrem zweiten Continental-Cup-Springen in Oberaudorf erreichte sie mit dem 22. Platz die Punkteränge. Es war jedoch ihr bislang letzter internationaler Wettbewerb. Sie beendete die Saison 2004/05 auf dem 45. Platz der Continental-Cup-Gesamtwertung.